# Список народных учителей СССР
Список народных учителей СССР
Ниже приведён список (неполный) народных учителей СССР по годам присвоения звания.

## 1977—1979 годы

### 1979 год
- Авраменко, Ольга Сысоевна (род. 1934)[1]
- Алёшин, Василий Федорович (1926—2012)[2]
- Борисов, Николай Семёнович (1925—1982)
- Бурлик, Юрий Иванович (1928—1983)
- Вингрене, Эугения Антановна (1931—2022)
- Журавлева, Зинаида Степановна (1928—1989)
- Кашкин, Юрий Сергеевич (1921—1995)[3]
- Кобахидзе, Григорий Бегларович (1910—1990)
- Ларин, Аркадий Егорович (1923—2010)[4]
- Лозина, Полина Георгиевна (1923—1999)
- Семёнова, Антонина Николаевна (1927—2015)
- Субботина, Зинаида Алексеевна (1924—2015)
- Тухташев, Нарзи (1926—1980)
- Филиппова, Лидия Сергеевна (1932—2025)
- Черненко, Юлия Николаевна (1933—2012)

## 1980—1989 годы

### 1980 год
- Айткалиев, Кусаин Айткалиевич (1930—2020)
- Божко, Александр Михайлович (1906—1984)
- Вилмане, Янина Яновна (1928—2024)
- Дергачёв, Степан Ильич (1925—2002)
- Дубинин, Николай Николаевич (1928—2008)
- Емельянов Пётр Емельянович (1935—2019)
- Закиев, Джабраил Намет оглы (1926—2007)
- Иванов, Алексей Михайлович (1922—2011)
- Касимов, Толепберген Смагамбетович (род. 1932)
- Овсиевская, Руфина Серафимовна (1931—2012)
- Преснякова, Валентина Васильевна (1929—2015)
- Салахов, Анас Салахович (1923—2020)
- Сёмин, Николай Васильевич (1920—2003)
- Сепсякова, Татьяна Фёдоровна (1927—1981)
- Утуров, Жамангул Утурович (1927—1991)
- Чернов, Пётр Никифорович (1929—2025)

### 1981 год
- Абдурасулов, Мамаджан (1927—?)
- Канчукоева, Римма Хамидовна (род. 1938)
- Караев, Ахмедхан Гаджияхъяевич (1923—2005)
- Нургалиев, Кумаш Нургалиевич (1925—1988)
- Уляшев, Александр Васильевич (1925—1998)
- Шоюбов, Загид Гамиль оглы (1924—2006)

### 1982 год
- Алексеев, Михаил Андреевич (1917—1995)
- Басина, Элиссо Даниловна (род. 1937)
- Белоштентова, Нина Николаевна (1930—2012)
- Гончарова, Татьяна Ивановна (1934—1998)
- Дынга, Борис Васильевич (1923—2005)
- Искандарова, Ханифа Сиражевна (1928—2020)
- Ковалёв, Александр Александрович (1923—1993)
- Ойноткинова, Юлия Максимовна (1933—2021)
- Рожко, Нина Фёдоровна (1933—2015)
- Сивцова, Маргарита Николаевна (род. 1938)
- Схаляхо, Дарихан Салиховна (1926—2012)
- Терас, Калью Паулович (1922—1990)

### 1983 год
- Аверин, Михаил Андриянович (1926—1997)
- Акбаров, Адилжан (род. 1933)
- Александрова, Вера Александровна (род. 1933)
- Артюхова, Елена Андреевна (1924—2005)[5]
- Борджаков, Хаит (род. 1926)
- Гармаева, Мария Чириповна (род. 1936)
- Дагбашян, Самсон Агабекович (1917—2005)
- Захаренко, Александр Антонович (1937—2002)
- Иванова, Галина Алексеевна (1937—2022)
- Калугин, Николай Климентьевич (1922—2006)
- Корепанова, Екатерина Митрофановна (1931—2012)
- Королёва, Галина Львовна (1930—2008)
- Лаврова, Галина Даниловна (1936—2008)
- Макшанцев, Борис Григорьевич (1923—1990)
- Парфёнова, Людмила Фёдоровна (1930—2006)[6]
- Полехин, Антон Петрович (1903—1993)
- Румянцев, Александр Павлович (1928—2010)[7]
- Халифаев, Иди (1933—2005[источник не указан 1127 дней])[8]
- Чернышов, Николай Андреевич (1928—2011)

### 1984 год
- Алдын-оол, Арыя Араптановна (1928—2016)
- Атаян, Иван Айрапетович (1931—1998)
- Вёрсткина, Екатерина Гавриловна (1934—2016)
- Захарова, Надежда Николаевна (1935—2004)
- Шарапова, Раиса Дорджиевна (1937—2005)[9]
- Шукюров, Исрафил Худаверди оглы (род. 1924)

### 1985 год
- Аршлутова, Евгения Александровна (род. 1937)
- Гахович, Валентина Георгиевна (1935—2019)
- Гуляева, Фаина Александровна (1937—2007)
- Колесник, Алексей Сергеевич (1922—1987)
- Назаров, Виктор Иванович (1929—1998)
- Самадова, Фотима (род. 1932[источник не указан 1127 дней])

### 1986 год
- Басиокас, Антанас-Теодорас Броневич (1938—2000)
- Грицай, Геннадий Яковлевич (1937—2020)
- Заматохина, Эвелина Александровна (1938—1986)
- Якубова, Марьям (1931—2018)

### 1987 год
- Анищенко, Надежда Александровна (род. 1942)
- Бажин, Михаил Фёдорович (род. 1937)
- Григорьева, Таисия Алексеевна (1940—2019)[10]
- Дума, Инесса Константиновна (род. 1938)
- Иванов, Валентин Алексеевич (род. 1937)
- Картавцева, Мария Игнатьевна (1929—2014)
- Кичигина, Лидия Яковлевна (род. 1940)
- Нечай, Ирина Степановна (род. 1939)
- Палтышев, Николай Николаевич (1946—2021)
- Петровских, Виктор Романович (1939—1990)[11]
- Рузина, Людмила Серафимовна (1941—2021)
- Шаповалов, Олег Борисович (1941—1989)
- Шапорова, Галина Романовна (1938—2015)

### 1988 год
- Головин, Пётр Петрович (род. 1947)
- Католиков, Александр Александрович (1941—1996)
- Киде, Эдвинс Волдемарович (1934—2023)
- Кубраков, Григорий Максимович (1920—2006)
- Мартюшова, Лилия Григорьевна (1936—2015)
- Петрова, Галина Дмитриевна (род. 1935)
- Пигуль, Владимир Сергеевич (род. 1941)
- Терентьева, Евгения Александровна (1941—2001)
- Хорошилова, Галина Васильевна (род. 1940)

### 1989
- Ирмухамедов, Шоди Сванович (1942—2013)
- Мержуев Майрбек Мурцалиевич (1939-2011)

## 1990—1991 годы

### 1990 год
- Бобылёва, Евдокия Фёдоровна (1919—2017)
- Вершинин, Борис Иванович (1932—2009)
- Жимоедов, Александр Степанович (род. 1941)
- Жудов, Вадим Константинович (1930—1998)
- Лысенкова, Софья Николаевна (1924—2012)
- Муртузалиева, Умукусум Магомедовна (1935—2003)
- Подерягин, Василий Савельевич (род. 1947)
- Слипченко, Фёдор Фёдорович (1924—2014)
- Тихий, Теодор Михайлович (1935—2001)
- Труханова, Антонина Тимофеевна (род. 1932)
- Фельде, Эвальд Генрихович (1939—2016)[12]
- Шаталов, Виктор Фёдорович (1927—2020)

### 1991 год
- Александрова, Маргарита Михайловна (1937—2020)
- Белуха, Светлана Васильевна (род. 1942)
- Гаджиев, Булач Имадутдинович (1919—2007)
- Горбушин, Шарибзян Ахтамзянович (род. 1948)
- Калашников, Станислав Михайлович (1933—2000)
- Караковский, Владимир Абрамович (1932—2015)
- Маслов, Алексей Фёдорович (1937—2024)
- Мильграм, Леонид Исидорович (1921—2011)
- Мусаев, Нажимидин (1933—1995)
- Обидов, Усманжан (род. 1931)
- Хашимов, Хаким (1915—?)
- Шмачков, Алексей Иванович (1929(8)—2019)[13]